# 밀턴역 (온타리오주)
밀턴역(Milton Station)은 캐나다 온타리오주 밀턴에 있는 캐나다 태평양 철도 골트선의 철도역으로, GO 트랜싯의 통근열차 노선인 밀턴선의 종착역이다.

## 역사
밀턴역은 1981년 10월 27일 밀턴선 개통과 동시에 개장하였다. 처음에 토론토 방면 열차 3편, 밀턴 방면 3편이 정차한 이 역은 수요가 늘어나 오늘날에는 평일 아침 러시 아워에 토론토 방면 열차 10편, 오후 러시 아워에 당역 종착 열차가 10편씩 정차하고 나머지 시간대에는 버스가 운행하고 있다.
2006년에 밀턴역에 12량 열차 8대를 수용할 수 있는 야적장이 지어져 2007년부터 운행을 개시하였다. 이 시설은 기존의 10량 열차 5대밖에 수용할 수 없었던 캠벨빌에 있는 궬프 정션 역을 교체하여 평일 러시 아워에 더 많은 열차를 운행할 수 있도록 지어진 시설이다.
2017년 11월 15일, 온타리오 주정부는 밀턴역을 새로 확장하고 주차 공간을 850대 늘리는 계획을 발표하였으며 공사 발주 업체 선정에 들어갔다. 이 공사로 주차장, 버스 승강장 및 환승객 맞이 공간 등의 구조가 변경될 예정이며, 이에 따라 통근 열차와 버스간 손쉬운 환승이 이루어질 전망이다.

## 시설
밀턴역은 역무원이 상주하는 유인역으로, 매표소는 평일 오전 5시 45분부터 오전 8시 45분까지 개장하고, 평일 나머지 시간대와 주말, 공휴일에는 휴무한다. 이 외에도 자동판매기에서 교통카드인 프레스토 카드 잔액을 충전할 수 있고, 신용카드, 체크카드 또는 모바일페이를 프레스토 단말기에 태그해 요금을 지불할 수도 있고, 스마트폰을 이용해 GO 트랜싯 홈페이지에 들어가 이티켓을 구매한 다음 출발 5분 전에 사용하는 방법도 있고, 자동판매기에서 일회용 승차권을 구매한 다음 프레스토 단말기에 태그하는 방법도 있다.
이 역에는 다른 역과 마찬가지로 대합실, 화장실, 공중전화, 와이파이가 있으며, 역 건물과 승강장은 휠체어 램프 등으로 휠체어 및 교통약자도 이용할 수 있다. 환승 주차장에는 1,468대의 주차 공간이 있으며, GO 트랜싯 승객들은 최대 48시간까지 무료로 주차할 수 있다. 이 역을 자주 이용하는 승객들은 전용 주차 공간을 사전에 예약할 수도 있고, 이 역까지 카풀해서 오는 승객들을 위해 카풀 주차 공간도 마련되어있다. 자전거를 타고 오는 승객들을 위해 자전거 거치대도 마련되어있다. 이 역에 마중나오는 차량들을 위한 정차 공간도 있다.
역 앞에 있는 버스 승강장에는 GO 트랜싯 광역버스 및 밀턴 교통의 시내버스가 정차한다.

## 운행 계통
밀턴역에서 출발하는 토론토 방면 통근열차는 평일 아침에 출발하고, 당역 종착하는 통근열차는 평일 오후에 정차한다. 평일 출퇴근 시간대를 제외한 나머지 시간대에는 밀턴역에서 레이크쇼어 웨스트선의 오크빌역까지 버스가 운행하며, 이후 유니언 방면 통근열차로 갈아탈 수 있다. 밀턴역에는 밀턴 교통의 모든 시내버스 노선이 정차한다.

## 버스 연결편
밀턴역에서 갈아탈 수 있는 버스는 아래와 같다. GO 트랜싯과 밀턴 시내버스 간 환승 시 환승 할인이 적용되며 시내버스 요금은 차감되지 않는다.

### GO 트랜싯
| 노선 | 노선            | 노선                | 종점   | 종점 | 종점                 | 경유지 | 기준일          | 비고 |
| ---- | --------------- | ------------------- | ------ | ---- | -------------------- | --- | --------------- | ---- |
| 21   | 밀턴            | Milton              | 밀턴역 | ↔    | 유니언역 버스 터미널 | 데리 / 9번 · 메도우베일 타운 센터 · 메도우베일역 · 스트리츠빌역 · 스퀘어원 쇼핑센터 · 쿡스빌역 · 유니언역 버스 터미널                                                         | 2023년 6월 24일 |      |
| 21A  | 밀턴            | Milton              | 밀턴역 | ↔    | 오크빌역             | 트라팔가 / 407번 · 셰리던 대학 · 오크빌역 | 2023년 6월 24일 |      |
| 27   | 밀턴 / 노스요크 | Milton / North York | 밀턴역 | → AM | 핀치 버스 터미널     | 데리 / 톰슨 · 데리 / 9번 · 메도우베일 타운 센터 · 메도우베일역 · 미시소가 / 미시소가 · 킬 / 401번 · 요크데일 버스 터미널 · 영 / 셰퍼드 · 핀치 버스 터미널                     | 2023년 6월 24일 |      |
| 27A  | 밀턴 / 노스요크 | Milton / North York | 밀턴역 | ↔    | 핀치 버스 터미널     | 데리 / 톰슨 · 데리 / 9번 · 메도우베일 타운 센터 · 메도우베일역 · 미시소가 / 미시소가 · 신텍스 / 파이낸셜 · 킬 / 401번 · 요크데일 버스 터미널 · 영 / 셰퍼드 · 핀치 버스 터미널 | 2023년 6월 24일 |      |

### 밀턴 교통
밀턴 교통은 밀턴의 시내버스를 운행하는 공영 기관으로, 모든 노선은 밀턴역에서 시종착한다. 밀턴의 모든 시내버스는 평일 오전 5시 15분에서 오후 10시 13분까지, 토요일에는 오전 7시 10분부터 오후 7시 40분까지 운행하며, 일요일이나 공휴일에는 운행하지 않는다. 밀턴역에 정차하는 시내버스 노선은 다음과 같다.
- 2번 메인 (Main)
- 3번 트뤼도 (Trudeau)
- 4번 톰슨 / 클라크 (Thompson / Clark)
- 5번 예이츠 (Yates)
- 6번 스콧 (Scott)
- 7번 해리슨 (Harrison)
- 8번 윌못 (Willmott)
- 9번 온타리오 사우스 (Ontario South)
- 21번 스틸즈 (Steeles)

기존에 밀턴의 공업단지를 따라 운행했던 1A, 1B, 1C번 버스는 수요응답형 버스로 탄력 운행하고 있으며, 이용자가 원하는 시간과 장소에 버스를 불러 탑승하는 버스이다. 이 버스를 호출하려면 "Milton Transit OnDemand" 앱에서 호출할 수 있다.

## 인접한 역
| CP 골트선 | CP 골트선        | CP 골트선          |
| --------- | ---------------- | ------------------ |
| 시·종착역 | GO 트랜싯 밀턴선 | 리스가 유니언 방면 |